# 神算
《神算》是由許冠文自導自演的香港喜劇電影，於1992年1月24日首映。該片為1990年代初期的許氏風格喜劇之一，並找來了當紅偶像天王黎明合演，及演唱主題曲《兩心知》，是1992年全年十大最賣座的香港影片之一。同時，這也是「棟篤笑始祖」黃子華首部電影編劇和演出的作品。

## 劇情
許懷谷（許冠文飾）是一名「摸骨神算」，專門替人摸骨占算運程，其實他只是派出妻舅（許冠英飾）假扮保全協助取得摸骨客戶資料而成功。一次替稅務局局長（陳欣健飾）的夫人占卜而惹來局長麻煩。局長於是派初級評稅員邱浩基（黎明飾）審查許的收入，並要求從掛牌開始查到未繳的稅就抓去關。
調查期間，許因為要救在街上被小混混欺負的女子，因為帶著一副大眼鏡忘記拿下來就試著叫醒女子，意外被醒來驚嚇的女子打中頭部使腦部受傷，卻竟喚醒了家族一直以來的超能力，只要摸骨時敲許的頭加以刺激，便真的能預見該人將來發生的事。此時稅務局長正因為手下沒有法院的命令去黑幫老大洪森（方剛飾）查稅，竟把從洪泰國賣來的高額佛像敲碎，在佛像碎片內卻查不到帳冊，因而被洪揚言提告到港督跟英女皇，並日日登報跟要請律師提告而煩惱，又因為許後續的預言都成真，升職心切的邱得知此事，便想帶著許去摸洪的手骨，希望查出其帳簿的下落。
洪起初以為二人是同性戀者，感到厭惡；後洪先是到許的摸骨館讓許摸骨，然後邀請許跟邱到自己的豪宅，在魚缸裡藏著鑽戒來測試許的能力，得知許的能力為真材實料，便重金禮聘邱許二人為其辦事，並藉許的摸骨能力查出背叛者並於以除去。他更向二人透露自己實際所作的販毒生意，然後當著兩人面前把帳冊燒掉，二人被逼身犯險境……

## 角色
| 演員   | 角色                           | 身份                                               | 粵語配音 |
| ------ | ------------------------------ | -------------------------------------------------- | -------- |
| 許冠文 | 許懷谷（與幼弟許冠傑兒子同名） | 算命師、騙徒                                       | 許冠文   |
| 黎明   | 邱浩基（遊戲基）               | 稅務局稅務調查科初級評稅員                         | 黎明     |
| 許冠英 | 阿發                           | 許懷谷亡妻之弟、大廈保安、兼職跑龍套、訛稱兼職舞男 | 許冠英   |
| 劉小慧 | 許若蘭                         | 許懷谷女兒、訛稱兼職舞女                           | 劉小慧   |
| 方剛   | 洪森                           | 黑幫頭目                                           | 方剛     |
| 黃子華 | William                        | 洪森律師                                           | 黃子華   |
| 陳曉瑩 | 阿媚                           | 洪森之妻                                           | 陳曉瑩   |
| 陸劍明 |                                | 洪森手下                                           |          |
| 尹發   |                                | 洪森手下                                           |          |
| 黃光輝 |                                | 洪森手下                                           |          |
| 余毅豪 |                                | 洪森手下                                           |          |
| 陳欣健 | 何局長                         | 稅務局局長                                         | 陳欣健   |
| 吳家麗 | 方芳芳                         | 稅務局局長情婦、警方高層                           | 陸惠玲   |
| 劉兆璋 | 霞姐                           | 護士                                               | 馮慰蘅   |
| 許芬   | 基母                           | 鐵打醫師                                           | 陸惠玲   |
| 丁家強 | 林國雄                         | 稅務局稅務調查科高級評稅員                         |          |
| 陳喜蓮 | 何太                           | 稅務局局長妻子                                     | 陸惠玲   |
| 承恩   | 沙皮狗                         | 毒販                                               |          |
| 田啟文 |                                | 病人                                               |          |
| 蘇民峰 |                                | 的士高唱片騎師                                     |          |
| 楊凡   |                                | 馬場賓客                                           |          |

## 電影歌曲
- 主題曲：《兩心知》
  - 作曲：飛鳥涼（Ryo Aska）
  - 填詞：向雪懷
  - 編曲：盧東尼
  - 主唱：黎明
  - 本曲改編自飛鳥涼的〈はじまりはいつも雨〉，收錄於1991年黎明專輯《我的感覺》中

## 軼事
《神算》之所以能躋身1992年十大最賣座電影（第六名，其餘頭五名是周星馳主演的電影），功勞並非只靠許冠文和黎明，而是當年「演而優則唱」的「學生情人」劉小慧，以及另外兩位最炙手可熱的「另類」演員，分別是方剛和黃子華。
當年黎明憑《人在邊緣》一劇走紅，方剛的精湛演出更引起亞視高層的注意，由於亞視缺乏拍商業權鬥劇的經驗，於是白韻琹在介紹方剛予亞視時，順道將《誓不低頭》的監製梁材遠也借調予友台，許冠文認為，挾著《人在邊緣》的影響力，黎明跟方剛若再次合作，自然會如虎添翼，便鐵定讓他們演出。黃子華自1990年開始演出首場棟篤笑後廣受香港大眾歡迎，令新聞界對其另眼相看，看準他的發展潛力；另一邊廂，他的好友林祖輝正要離開商業電台轉往亞視，而許冠文為籌備此片，急需後起之秀提供新點子，在林祖輝的介紹下，許便屬意讓黃共同創作並參演（林及後因參演《豪門》而未能拍攝本片，恰巧《豪門》正是由方剛策劃的）。至於曾經參演許氏電影《新半斤八兩》擔任女配角的劉小慧，自1988年從影以來無論是電影、電視台乃至是樂壇，「女神」地位歷久不衰，甚至可媲美同期的邱淑貞和張敏，惟受片約、經理人壓力及連串影圈暴力事件影響，許氏難以讓邱張兩人讓出檔期，在有份參演本片的陳欣健的介入下，決定讓劉參演並成為第一女主角。

## 獎項
- 許冠文在1992年3月14日於美國芝加哥藝術學院電影中心（Film Centre of the Art Institute of Chicago）受伊利諾州州長Jim Edgar嘉許為傑出電影演員（The Distinguished Film Artist）

## 外部連結
- 香港影庫上《神算》的資料（繁體中文）
- 时光网上《神算》的資料（简体中文）
- 豆瓣电影上《神算》的資料 （简体中文）
- 互联网电影数据库（IMDb）上《神算》的资料（英文）